# Zelia N. Breaux
Zelia N. Breaux (Jefferson City, Missouri,6 de febrero de 1880 – Guthrie, Oklahoma,31 de octubre de 1956)fue una instructora de música y música estadounidense que tocaba la trompeta, el violín y el piano. Organizó el primer departamento de música en la Universidad de Langston en Oklahoma y la primera orquesta de la escuela.Como supervisora de música de las escuelas afroamericanas segregadas en la ciudad de Oklahoma, Zelia N. Breaux organizó bandas, grupos corales y orquestas, estableciendo un maestro de música en cada escuela del distrito. Tuvo una gran influencia en muchos músicos, incluidos Charlie Christian y Jimmy Rushing, así como en el novelista Ralph Ellison. Además fue la primera mujer presidenta de la Asociación de Maestros Negros de Oklahoma y fue incluida póstumamente en el Salón de la Fama de la YWCA de Oklahoma, el Salón de la Fama de Mujeres de Oklahoma y el Salón de la Fama de la Asociación de Maestros de Banda de Oklahoma. La Sociedad Histórica de la Ciudad/Condado de Oklahoma hizo una presentación póstuma de su Premio Pathmaker a Zelia N. Breaux en 2017.

## Biografía
Zelia N. Breaux obtuvo una licenciatura en música del Instituto Lincoln y más tarde en 1939 una maestría en educación musical de la Universidad Northwestern en Evanston, Illinois. Su tesis se tituló El desarrollo de la música instrumental en las escuelas secundarias y universidades negras .  Además fue nombrada como la primera mujer presidenta de la Asociación de Maestros Negros de Oklahoma. 
Comenzó trabajando como profesora de música en la Universidad Normal y Agrícola de Color, ahora Universidad Langston, donde su padre era director.  Allí estableció el departamento de música de la escuela y enseñó piano y música instrumental.  En 1902, organizó la primera orquesta en Langston, que comenzó con siete músicos y dos años más tarde creció a 23 estudiantes. Estableció la sociedad coral, un club glee y la banda de la escuela, requiriendo que los estudiantes estudiaran música clásica.En 1918, dejó Langston y aceptó el puesto de supervisora de música para las escuelas afroamericanas segregadas en la ciudad de Oklahoma. Estableció un maestro de música en cada escuela primaria del distrito, organizó la Banda Comunitaria de la Ciudad de Oklahoma y dirigió el departamento de música en la Escuela Secundaria Douglass. Mientras estuvo en Douglass, organizó un coro de veinticuatro voces, una orquesta sinfónica de dieciocho músicos y varios clubes glee.  En ese momento, era inusual que las escuelas para negros ofrecieran capacitación musical más allá de la instrucción de voz, pero Zelia Breaux creía que la disciplina y la instrucción de la música clásica servían como catalizador para elevar y dominar la vida. La banda de Douglass High School, que ella organizó en 1923 con veinticinco participantes, fue reconocida en todo Estados Unidos. Los estudiantes, que eran músicos de secundaria y preparatoria, se convirtieron en celebridades menores.  A través de sus apariciones nacionales, la banda influyó en una amplia gama de músicos, incluidos Eubie Blake, Charlie Christian, Duke Ellington, Jimmy Rushing, Noble Sissle y Sherman Sneed, Ralph Ellison, novelista y músico, llamó a Breaux su "segunda madre". En 1932, Breaux organizó las celebraciones del Primero de Mayo, durante las cuales tocó la banda de Douglass. En 1933  la banda encabezó el Desfile del Siglo del Progreso en la Feria Mundial de Chicago y actuaron para una transmisión de radio nacional mientras estaban allí. También  actuó en la Celebración del Centenario de Texas en Dallas en 1936 y en 1937 participó en el Black State Band Festival, que creó Breaux, con otras siete bandas.
Breaux creía en su independencia. Vivía en la ciudad de Oklahoma y enseñaba, administraba el teatro Aldridge y propiedades de alquiler, yendo y viniendo a Langston, donde vivía su esposo. Contrató a una cocinera interna para que preparara sus comidas. Era una música talentosa y tocaba la trompeta, el violín y el piano. Breaux disuadió a su alumnado de tocar jazz, instruyendolos en música clásica y teoría musical. Fue también propietaria del único teatro negro en la ciudad de Oklahoma, el Teatro Aldridge, donde a menudo contrataba a músicos de blues y jazz para tocar. Tocaron allí las bandas de Count Basie, Gonzelle White y King Oliver así como Ida Cox, Ma Rainey, Bessie Smith y Mamie Smith.
Zelia N Breaux se retiró en 1948 de Douglass High School y el 31 de octubre de 1956 murió en Guthrie, Oklahoma.

### Alumnos de Zelia N. Breaux destacados
- Charlie Christian[11]
- Buddy Anderson[12]